# Jacarandeae
Jacarandeae Seem., 1862 è una tribù di piante Spermatofite Dicotiledoni appartenenti alla famiglia Bignoniaceae (ordine delle Lamiales.

## Etimologia
Il nome della tribù deriva dal suo genere più importante (Jacaranda Juss., 1789) la cui etimologia deriva dal nome di queste piante nella lingua tupi-guaraní parlata dalle tribù dell'Amazzonia. Il nome scientifico della tribù è stato definito per la prima volta dal botanico tedesco Berthold Carl Seemann (Hannover, 28 febbraio 1825 – Jivali, 19 ottobre 1871) nella pubblicazione "Annals and Magazine of Natural History, including Zoology, Botany, and Geology - ser. 3, 10: 31" del 1862.

## Descrizione

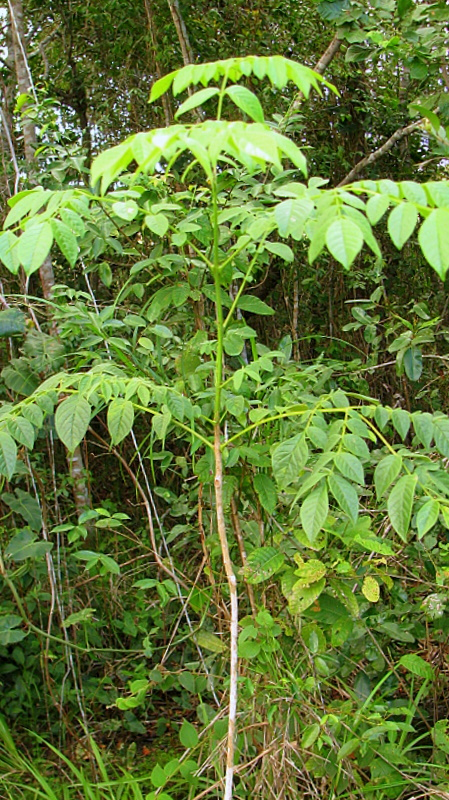
Il portamento
(Jacaranda jasminoides)

- Il portamento delle specie di questa tribù è principalmente arboreo (fino a 12 –15 m, con tronchi del diametro di 50 cm), ma sono presenti anche arbusti o subarbusti di tipo xilopodiale; i cauli possono essere da glabri a pubescenti.[1][5][6][7]

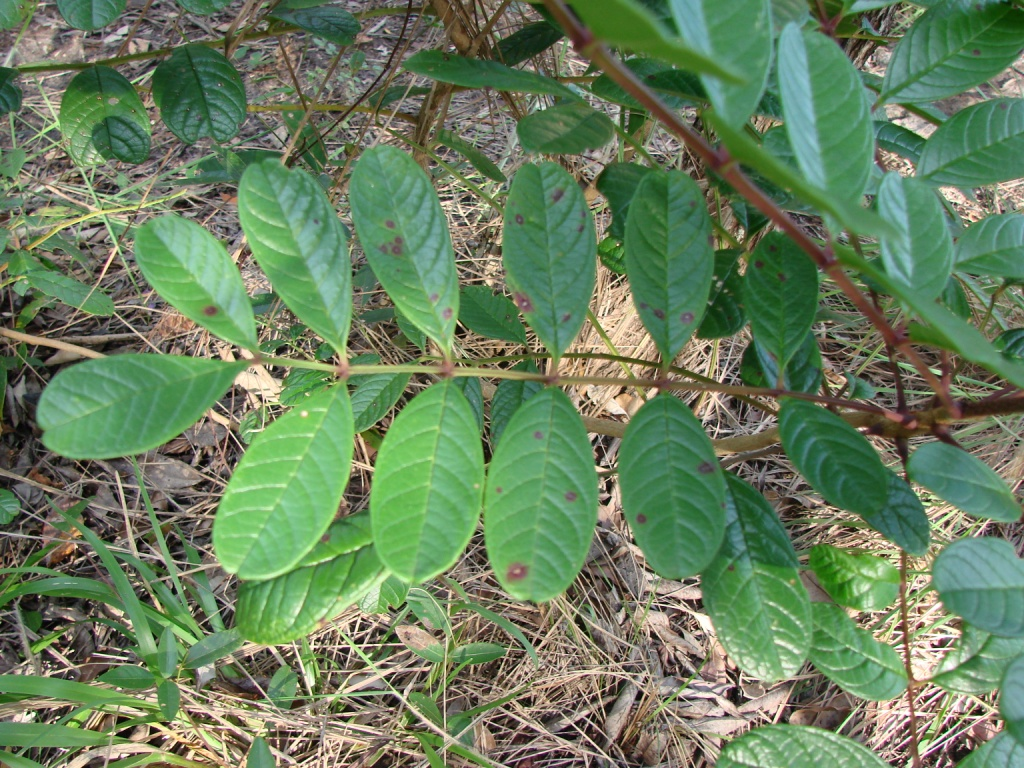
Le foglie
(Jacaranda irwinii)

- Le foglie lungo il caule sono disposte in modo opposto con forme pennate o bipennate (raramente hanno la lamina semplice) o imparipennata (Digomphia). Le foglioline possono essere sia intere che dentate.

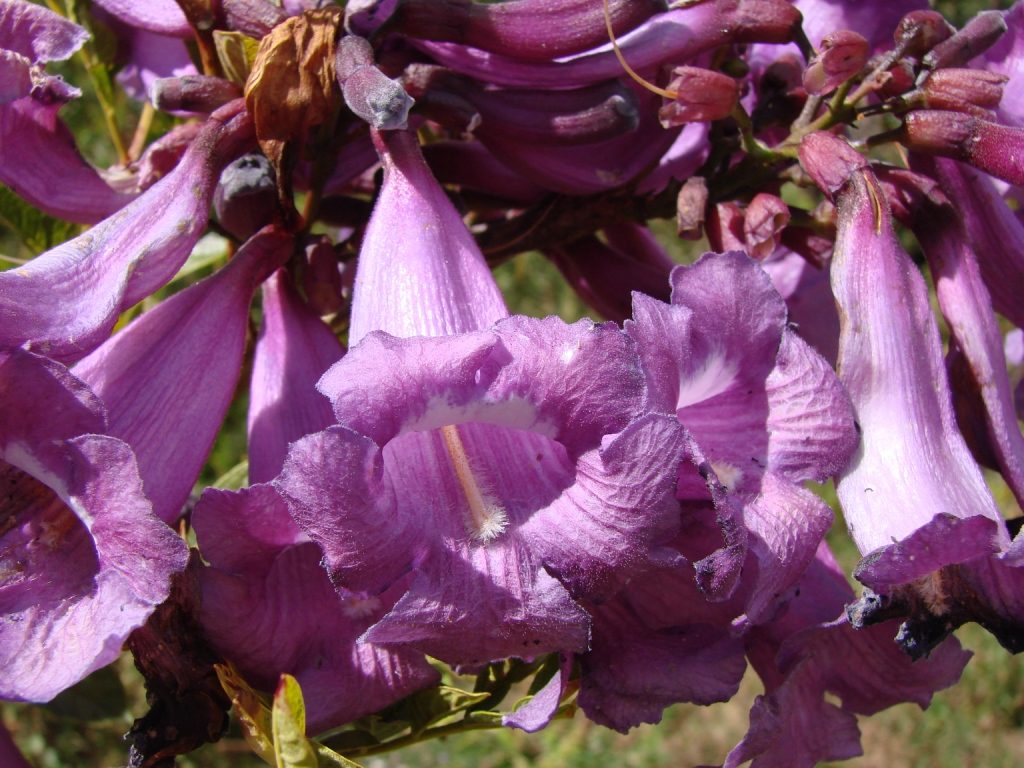
Infiorescenza
(Jacaranda macrantha)

- Le infiorescenze sono ascellari o terminali e sono costituite da pochi a molti fiori raccolti in pannocchie tipo tirso.

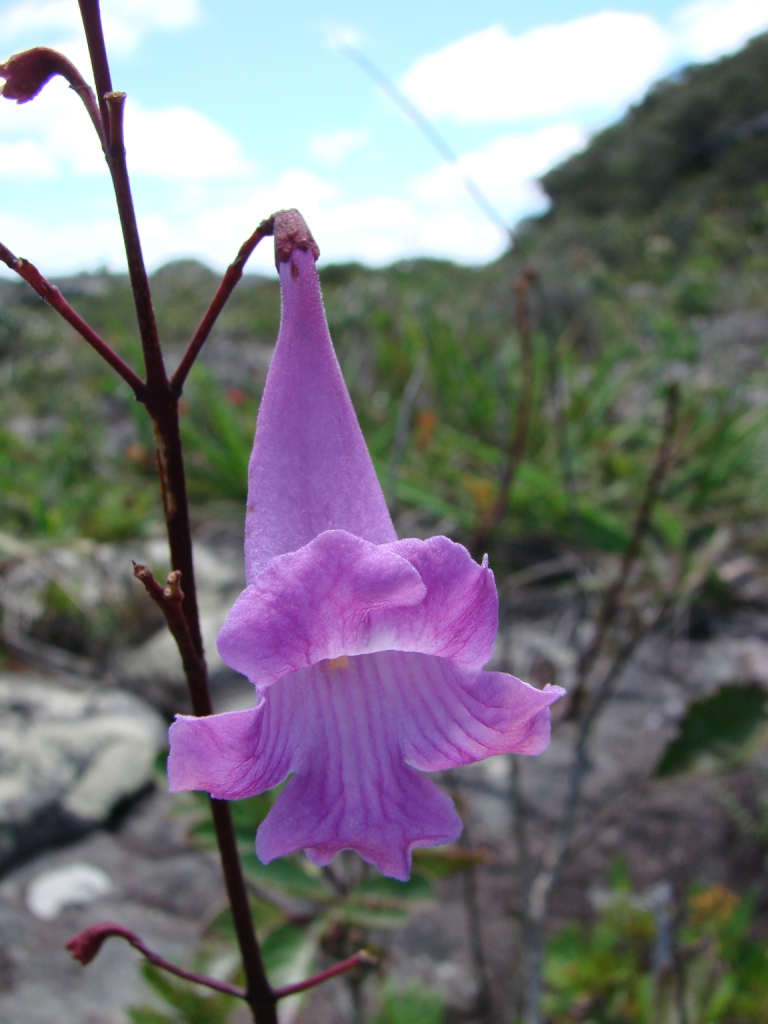
Il fiore
(Jacaranda grandifoliolata)

- I fiori sono ermafroditi, zigomorfi e tetraciclici (ossia formati da 4 verticilli: calice– corolla – androceo – gineceo) e più o meno pentameri (ogni verticillo ha 5 elementi). I fiori delle specie di questa tribù sono sempre grandi e vistosi.

- Formula fiorale: per queste piante viene indicata la seguente formula fiorale:

* K (5), [C (2 + 3), A (2 + 2 + 1)], G (2), supero, capsula
- Il calice, gamosepalo a 5 denti più o meno liberi, ha varie forme da campanulate a tubulari; in Digomphia è spatiforme.

- La corolla, gamopetala, da campanulata a tubulare diritta o ricurva, è composta da 5 petali connati in modo bilabiato con lobi arrotondati e più o meno uguali e patenti; delle due labbra quello superiore è formato da due lobi, mentre quello inferiore è formato da tre lobi. Il colore può essere blu, oppure variabile da blu-porpora a magenta (lavanda in Digomphia).

- L'androceo è formata da 4 stami didinami inclusi nella corolla. Le antere, glabre, sono formate da due teche disuguali e divergenti, oppure da una sola teca; i filamenti degli stami sono attaccati (adnati) al tubo corollino. Sono presenti più staminoidi di tipo ghiandolare, elongati ed eccedenti gli stami stessi; la forma all'apice è capitata, mentre alla base sono provvisti di barbule. I granuli pollinici sono di vario tipo, in alcuni casi sono dispersi in tetradi o poliadi.

- Il gineceo ha un ovario con forme da piatte a cilindriche, con superficie variamente pubescente, supero e bicarpellare (biloculare) con placentazione parietale. Il nettare forma un anello discoide attorno all'ovario. Lo stilo è bilobato (a 2 stigmi sensitivi che si chiudono immediatamente a contatto con l'impollinatore) ed è alquanto più lungo degli stami. Gli ovuli per loculo sono numerosi e multiseriati (8 serie per loculo) in genere di tipo anatropo; hanno un tegumento e sono tenuinucellati (con la nocella, stadio primordiale dell'ovulo, ridotta a poche cellule).

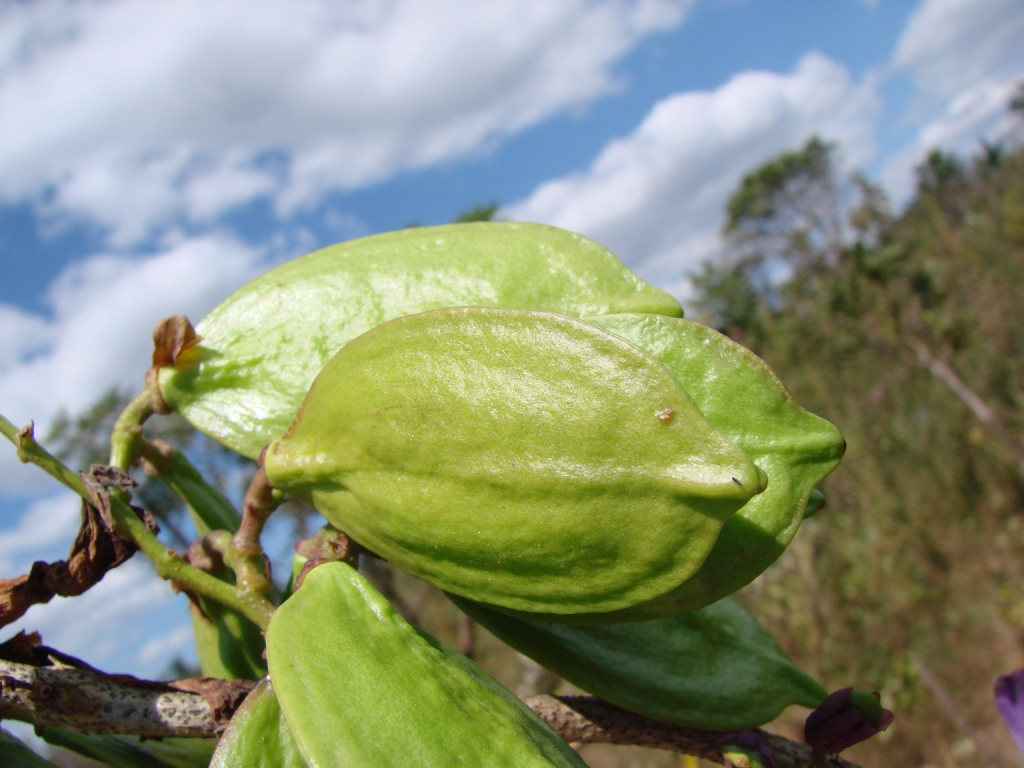
Il frutto
(Jacaranda macrantha)

- I frutti sono delle capsule con forme da ellittiche a oblunghe, e con deiscenza parallela con valve variamente pubescenti (glabre in Digomphia). I semi sono numerosi e piccoli (sottili), con ali ialine o marrone e privi di endosperma. I cotiledoni sono profondamente bilobati. I frutti non sono sottesi dal calice.

## Riproduzione
- Impollinazione: l'impollinazione avviene tramite insetti come le api/farfalle/lepidotteri (impollinazione entomogama) oppure uccelli (impollinazione ornitogama) oppure anche con pipistrelli (impollinazione chirotterogama).
- Riproduzione: la fecondazione avviene fondamentalmente tramite l'impollinazione dei fiori (vedi sopra).
- Dispersione: i semi cadendo (dopo aver eventualmente percorso alcuni metri a causa del vento - dispersione anemocora per merito delle ali dei semi) a terra sono dispersi soprattutto da insetti tipo formiche (disseminazione mirmecoria).

## Distribuzione e habitat
La distribuzione delle specie di questa tribù è neotropicale: dal Guatemala e dalle Antille fino all'Argentina; il genere Digomphia ha solo tre specie distribuite nello Scudo della Guiana. l'habitat è quello proprio della flora tropicale americana.

## Tassonomia
La famiglia di appartenenza di questa tribù (Bignoniaceae) comprende circa 850 specie con oltre un centinaio di generi con una distribuzione soprattutto neotropicale (solo poche specie di questa famiglia: 2 - 3 sono presenti nella flora spontanea italiana). La tribù Jacarandeae è una delle 8 tribù nella quale attualmente è suddivisa la famiglia e comprende 2 generi con circa 50 specie.

### Filogenesi

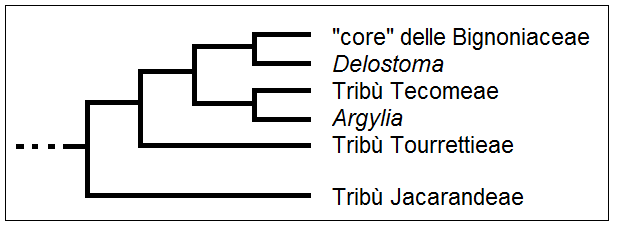
Cladogramma della tribù

Una recente ricerca di tipo filogenetico ha suddiviso la famiglia in 8 cladi principali. La tribù Jacarandeae ha una posizione "basale" nella famiglia: è "gruppo fratello" del resto della famiglia. Dei due generi che compongono la tribù, Digomphia è probabilmente derivato dall'interno di Jacaranda. I caratteri più tipici di questo gruppo sono le foglie composte bipennate, gli staminoidi allungati, i lobi del calice profondamente divisi e frutti dalle forme circolari.
I generi di questa tribù tradizionalmente erano descritti al'interno della tribù Tecomeae Endl..
Il cladogramma a lato tratto dagli studi citati e semplificato dimostra la posizione della tribù nell'ambito della famiglia.

### Descrizione dei generi della tribù
Elenco dei generi attualmente descritti all'interno della tribù.
- Jacaranda Jeuss., 1789: circa 50 specie distribuite dal Guatemala e dalle Antille fino all'Argentina. Questo genere tradizionalmente è diviso in sue sottogeneri: Monolobos e Dilobos in base al numero delle teche delle antere (rispettivamente una e due).
- Digomphia Benth., 1846: 3 specie presenti nello Scudo della Guiana.

## Alcune specie

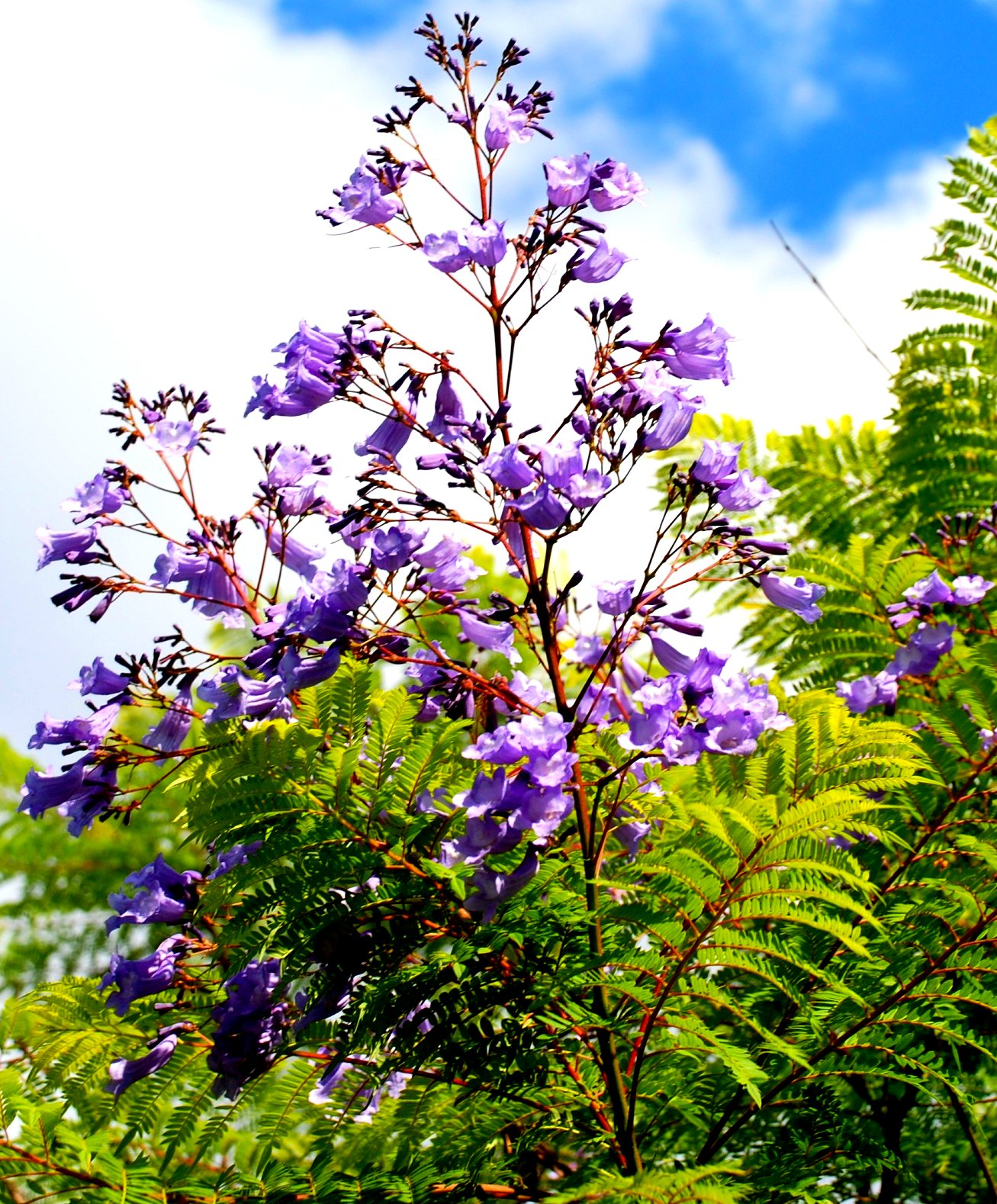
Jacaranda brasiliana
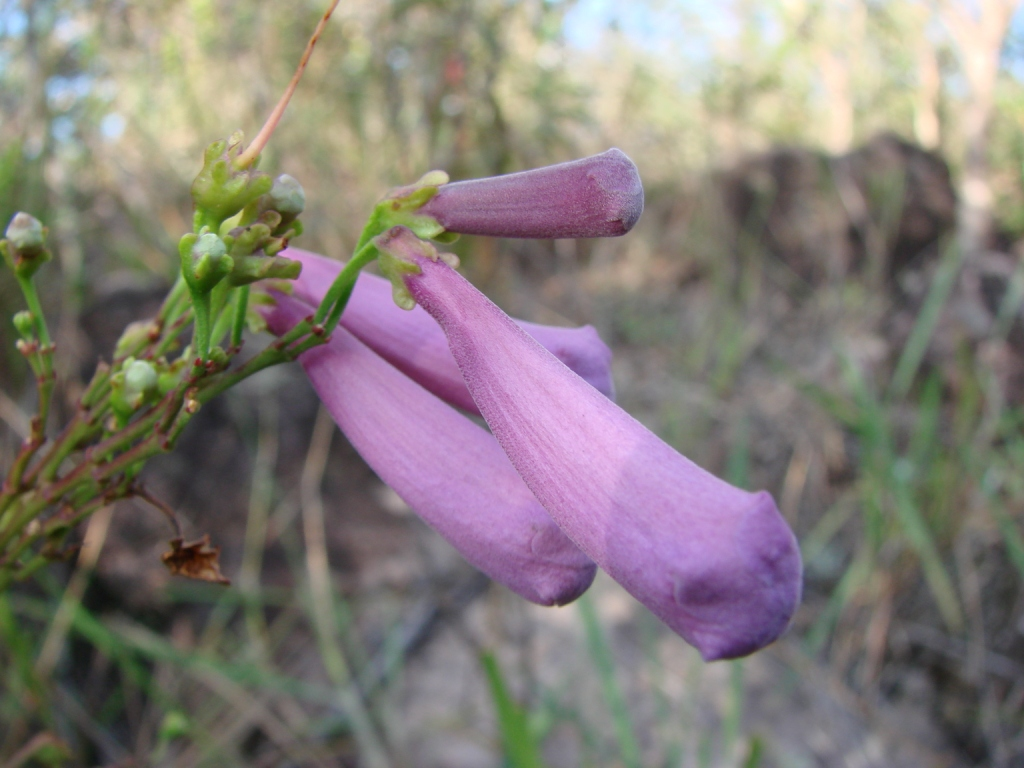
Jacaranda irwinii
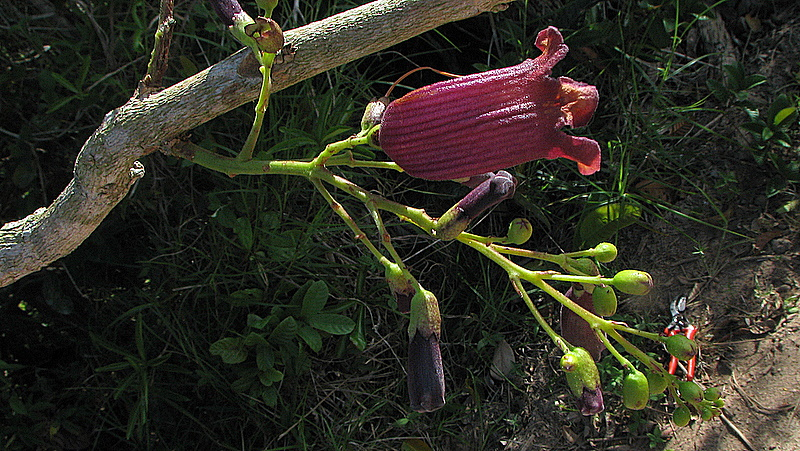
Jacaranda jasminoides
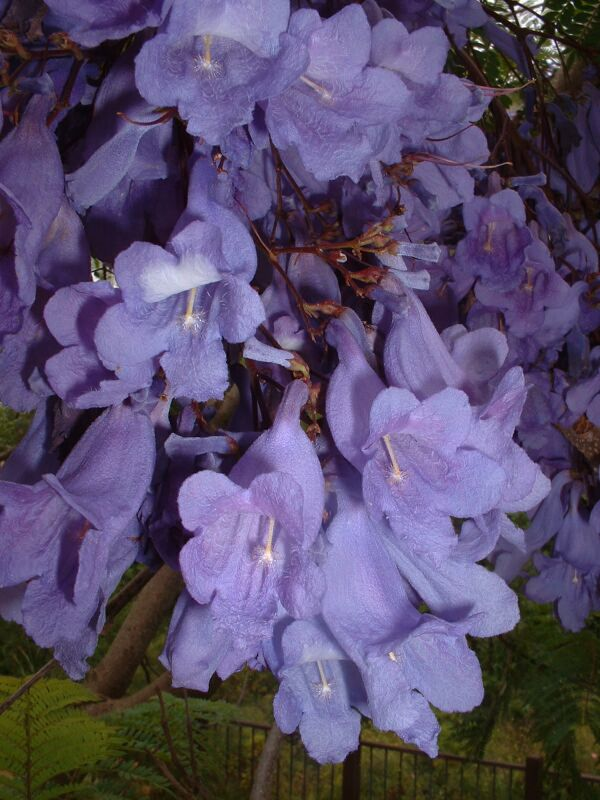
Jacaranda mimosifolia
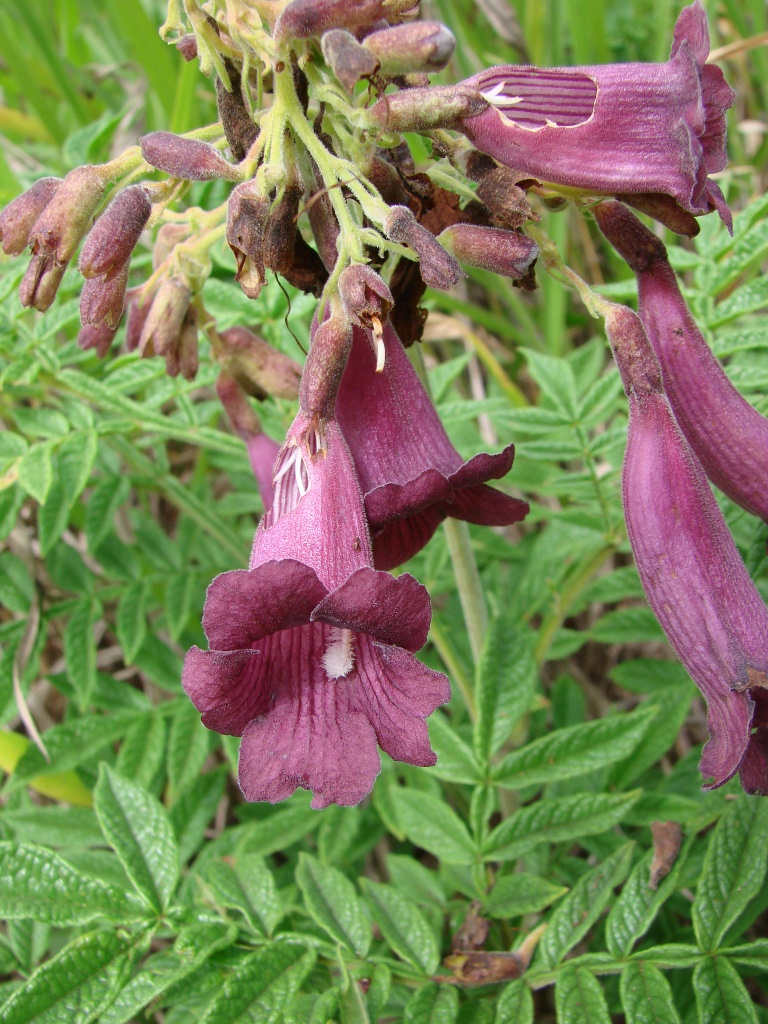
Jacaranda rufa
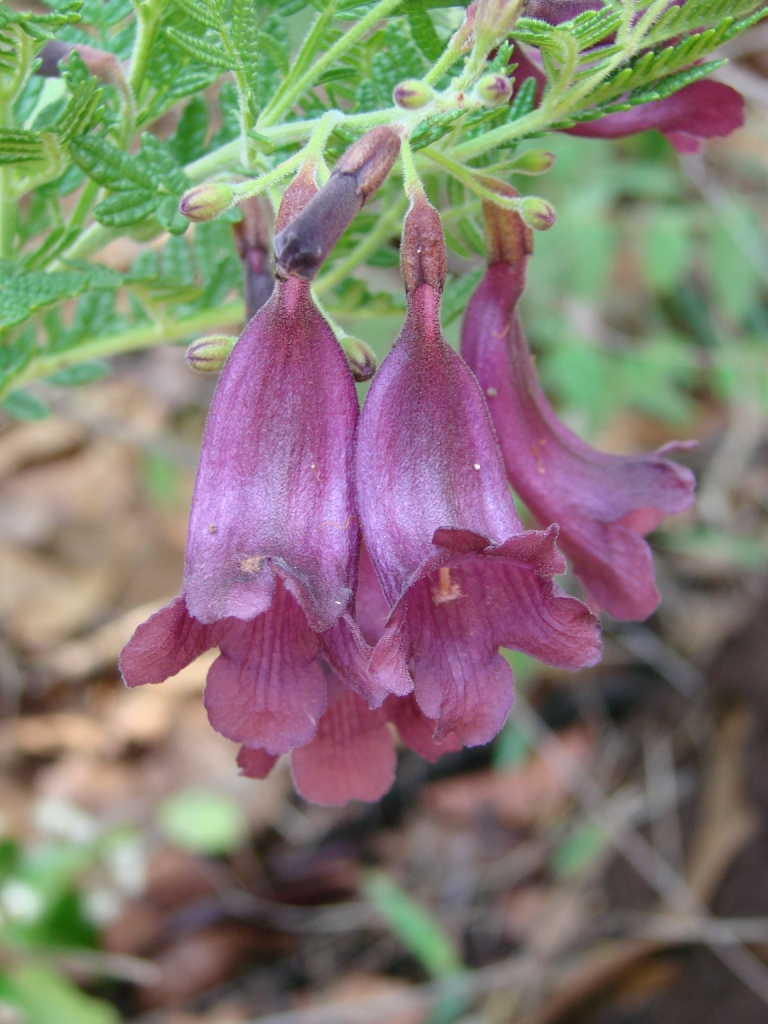
Jacaranda ulei